# داريوس آدامز
داريوس آدامز (بالإنجليزية: Darius Adams)‏ مواليد 17 أبريل 1989 في ديكادور، هو لاعب كرة سلة أمريكي. بدأ مسيرته الاحترافية في سنة 2012. يبلغ طوله 6 قدم 1 بوصة (1.9 م).

## المسيرة الاحترافية
لعب مع نادي كريفباس لكرة السلة في سنة 2013، ثم لعب مع أورليان لواريت في الدوري الفرنسي في سنة 2013، ثم لعب مع إسبارن بريمرهافن في الدوري الألماني في موسم 2013–2014، ثم لعب مع نانسي باسكت في الدوري الفرنسي في سنة 2014، ثم لعب مع ساسكي باسكونيا في الدوري الإسباني من سنة 2014 إلى 2016، ثم لعب مع سنجان فلاينج تايجرز في الدوري الصيني في موسم 2016–2017.

## إحصائيات المسيرة

### الدوري الأوروبي
| السنة   | الفريق         | لعب | بدأ | دقيقة | ميداني% | ثلاثية | حرة  | ارتداد | صنع | استلاب | تصدي | نقطة | أداء |
| ------- | -------------- | --- | --- | ----- | ------- | ------ | ---- | ------ | --- | ------ | ---- | ---- | ---- |
| 2014–15 | ساسكي باسكونيا | 14  | 10  | 26.0  | .445    | .417   | .864 | 2.4    | 2.8 | 1.1    | .1   | 12.2 | 10.2 |
| 2015–16 | ساسكي باسكونيا | 29  | 29  | 25.2  | .395    | .338   | .827 | 2.2    | 4.0 | 1.3    | .1   | 13.2 | 12.0 |
| المسيرة |                | 43  | 39  | 25.5  | .409    | .358   | .838 | 2.4    | 2.8 | 1.1    | .1   | 12.9 | 11.4 |

## روابط خارجية
- داريوس آدامز على موقع الدوري الأوروبي لكرة السلة (الإنجليزية)
- داريوس آدامز على موقع الدوري الإسباني لكرة السلة (الإسبانية)
- داريوس آدامز على موقع كرة السلة الأوروبية.كوم (الإنجليزية)
- داريوس آدامز على موقع DraftExpress.com (الإنجليزية)
- داريوس آدامز على موقع ريلجم (الإنجليزية)
- داريوس آدامز على موقع بروبوليرز (الإنجليزية)
- داريوس آدامز على موقع سبورتس رفرنس (الإنجليزية)
- داريوس آدامز على موقع سبورتس رفرنس (الإنجليزية)